# Ханкок (округ, Западная Виргиния)
Округ Ханкок (англ. Hancock County) располагается в США, штате Западная Виргиния. Официально образован 15-го января 1848 года, получил своё название в честь американского политического и государственного деятеля, 1-го губернатора штата Массачусетс Джона Хэнкока. По состоянию на 2012 год, численность населения составляла 30 305 человек.

## География
По данным Бюро переписи США, общая площадь округа равняется 228 км², из которых 215 км² суша и 13 км² или 6,1 % это водоемы.

### Соседние округа
- Колумбиана (Огайо) — север и запад
- Бивер (Пенсильвания) — восток
- Вашингтон (Пенсильвания) — юго-восток
- Брук (Западная Виргиния) — юг
- Джефферсон (Западная Виргиния) — запад

## Демография
По данным переписи населения 2000 года в округе проживает 32 667 жителей в составе 13 678 домашних хозяйств и 9 506 семей. Плотность населения составляет 152 человек на км². На территории округа насчитывается 14 728 жилых строений, при плотности застройки 69 строений на км². Расовый состав населения: белые — 96,42 %, афроамериканцы — 2,30 %, коренные американцы (индейцы) — 0,12 %, азиаты — 0,35 %, гавайцы — 0,01 %, представители других рас — 0,12 %, представители двух или более рас — 0,69 %. Испаноязычные составляли 0,74 % населения независимо от расы.
В составе 26,40 % из общего числа домашних хозяйств проживают дети в возрасте до 18 лет, 54,70 % домашних хозяйств представляют собой супружеские пары проживающие вместе, 10,70 % домашних хозяйств представляют собой одиноких женщин без супруга, 30,50 % домашних хозяйств не имеют отношения к семьям, 26,60 % домашних хозяйств состоят из одного человека, 12,50 % домашних хозяйств состоят из престарелых (65 лет и старше), проживающих в одиночестве. Средний размер домашнего хозяйства составляет 2,36 человека, и средний размер семьи 2,83 человека.
Возрастной состав округа: 20,80 % моложе 18 лет, 7,20 % от 18 до 24, 27,10 % от 25 до 44, 26,40 % от 45 до 64 и 18,40 % от 65 и старше. Средний возраст жителя округа 42 лет. На каждые 100 женщин приходится 92,40 мужчин. На каждые 100 женщин старше 18 лет приходится 89,40 мужчин.
Средний доход на домохозяйство в округе составлял 33 759 USD, на семью — 40 719 USD. Среднестатистический заработок мужчины был 34 813 USD против 19 100 USD для женщины. Доход на душу населения составлял 17 724 USD. Около 9,00 % семей и 11,10 % общего населения находились ниже черты бедности, в том числе — 16,10 % молодёжи (тех кому ещё не исполнилось 18 лет) и 7,10 % тех кому было уже больше 65 лет.